# Pitschgau
Pitschgau là một đô thị thuộc huyện Deutschlandsberg thuộc bang Steiermark, nước Áo. Đô thị Pitschgau có diện tích 12,19 km², dân số thời điểm cuối năm 2005 là 1599 người.